# Туризм на Місяць

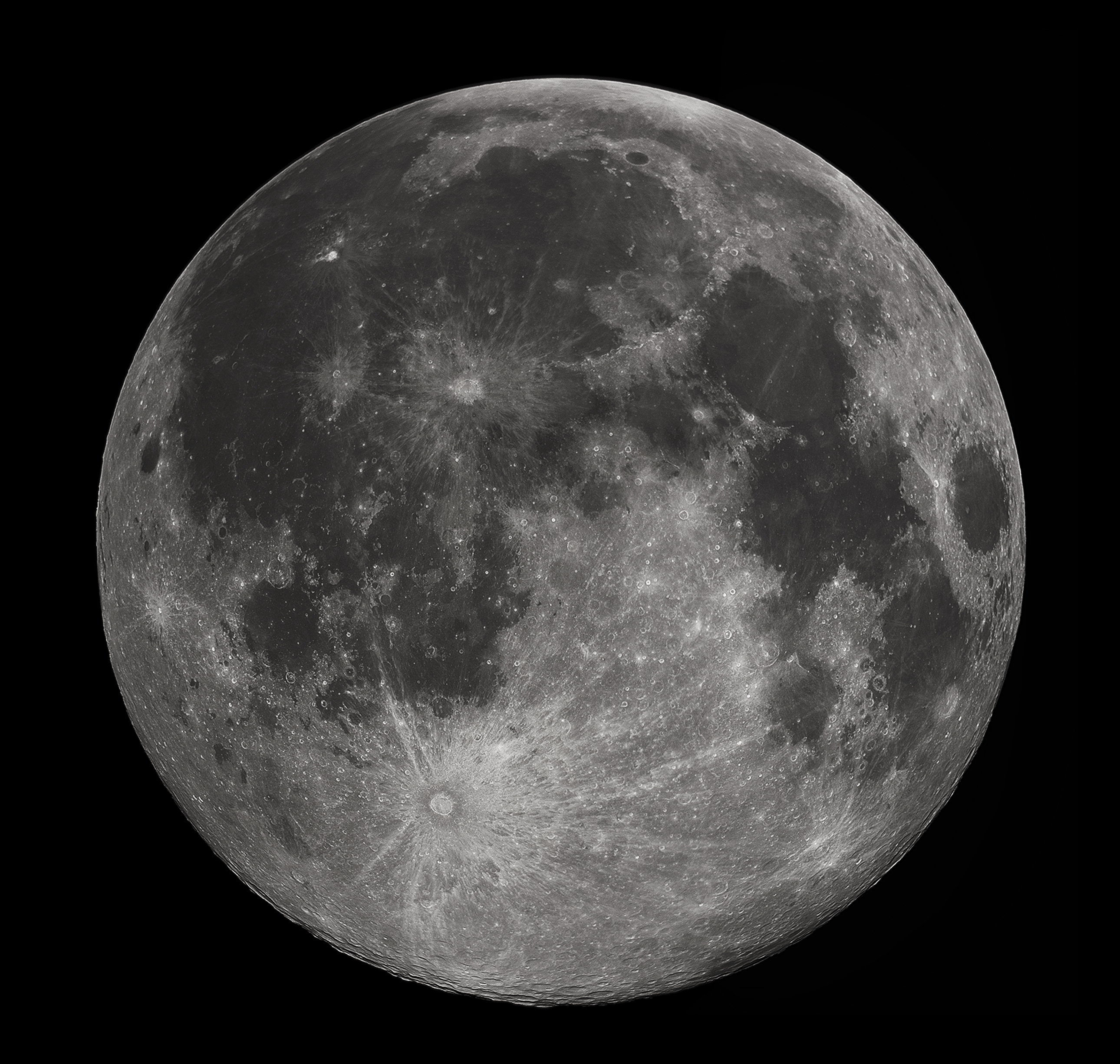
Місяць

Місячний туризм може стати можливим у майбутньому, якщо подорожі на Місяць стануть доступними для приватних осіб. Деякі стартапи з космічного туризму планують запропонувати туризм на Місяць або навколо нього, і за оцінками це стане можливим десь між 2023 та 2043 роками.

## Типи

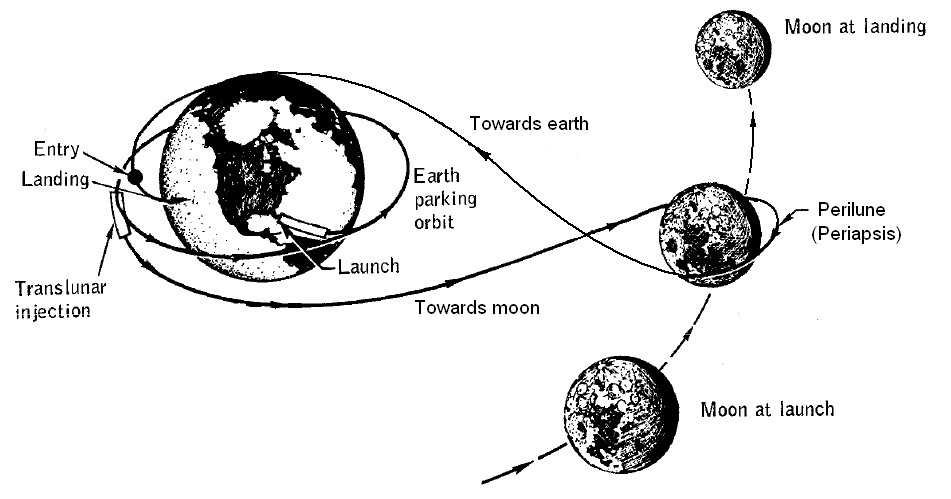
Ескіз навколомісячної траєкторії вільного повернення.

Туристичні польоти можуть бути трьох типів: обліт по навколомісячній траєкторії, подорож по навколомісячній орбіті та посадка на Місяць.

## Вартість
Деякі компанії-початківці космічного туризму оголосили вартість туру на Місяць для кожного туриста.
- Обліт по навколомісячній орбіті: Space Adventures стягує 150 мільйонів доларів за місце, ціна включає місяці наземних тренувань, хоча це лише місія з прольотом без приземлення на Місяць[4]. Excalibur Almaz запропонував таку ж ціну, але так і не зміг відправити свою капсулу в космос[5].
- Висадка на Місяць: компанія Golden Spike заплатила 750 мільйонів доларів за місце для майбутньої туристичної подорожі з посадкою на Місяць[6][7].

## Можливі пам'ятки

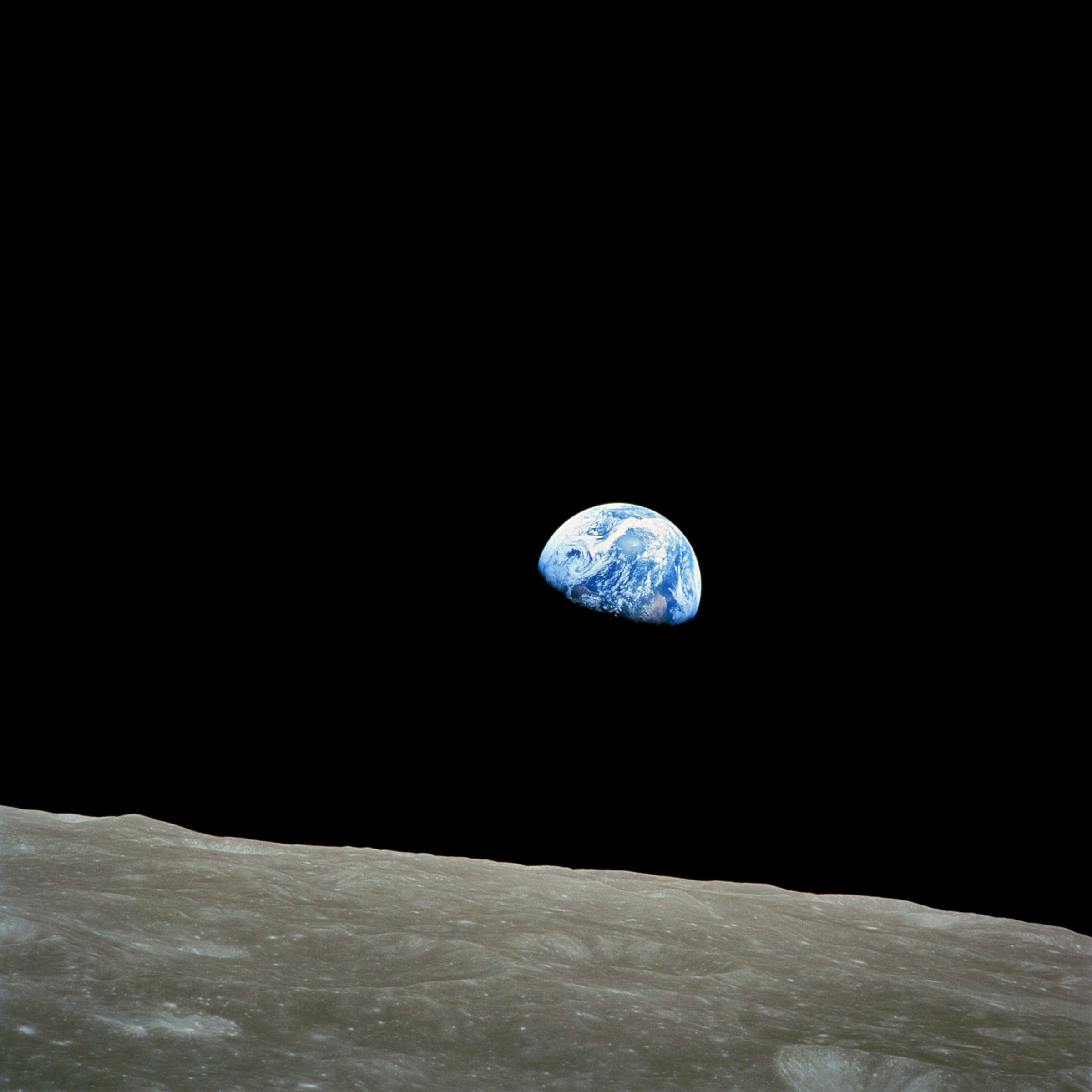
Схід Землі, світлина місячного горизонту 1968 року Вільяма Андерса, який облетів навколо Місяця на Аполлоні-8.

Дві природні пам'ятки будуть доступні під час обльоту по навколомісячній траєкторії та подорожі по навколомісячній орбіті без посадки:
- Вид на зворотний бік Місяця
- Споглядання сходу та заходу Землі відносно місячного горизонту

## Охорона місячних орієнтирів

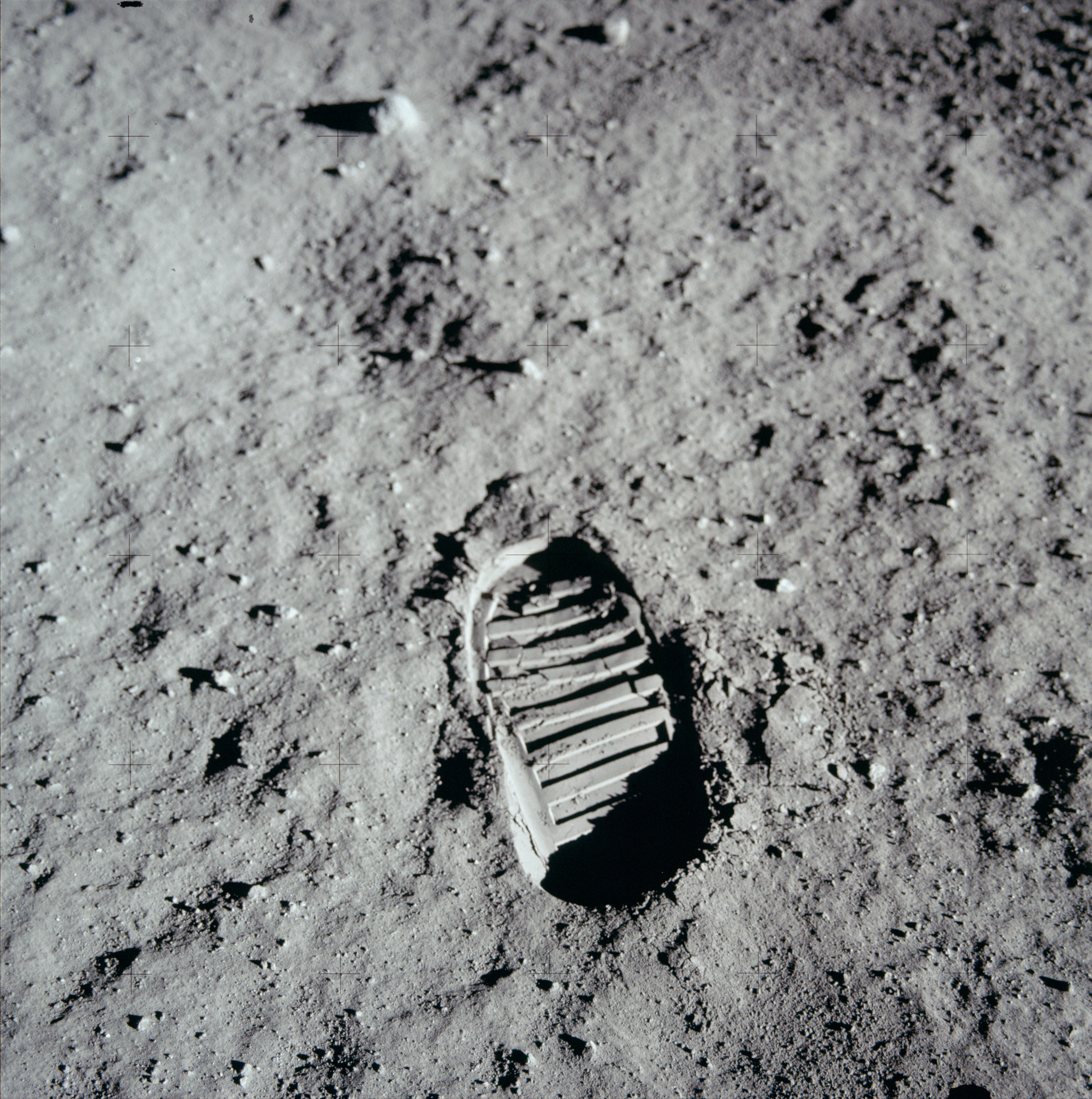
Відбиток черевика Базза Олдріна на місячній поверхні на Базі Спокою.

База «Транквіліті» на Місяці, де відбулася перша висадка людини на позаземне тіло було визначено в США місцем, що має культурно-історичне значення штатів Каліфорнії та Нью-Мексико. Цю базу включили до своїх реєстрів спадщини, оскільки за законодавством цих штатів США достатньо, щоб об'єкти в реєстрі мали певний зв'язок із державою Незважаючи на розташування управління місії в Г'юстоні, штат Техас не надав подібний статус об'єкта, оскільки його законодавство про охорону пам'яток історії та культури обмежує реєстрацію лише об'єктами, розташованими на території штату. Служба національних парків США відмовилася надати цьому місцю статусу національної історичної пам'ятки, оскільки Договір про космос забороняє будь-яким націям претендувати на суверенітет над будь-яким позаземним тілом. Ця територія також не була запропонована на внесення до об'єктів Світової спадщини, оскільки юридичні норми діяльності Організації Об'єднаних Націй з питань освіти, науки та культури (ЮНЕСКО), яка контролює цю програму, не дозволяє країнам світу подавати до цього списку об'єкти поза межами своїх кордонів. Організація For All Moonkind, Inc. працює над розробкою діючих міжнародних протоколів, які керуватимуть захистом і збереженням цих та інших об'єктів людської спадщини в космосі.
Зацікавленість у наданні офіційного захисту історичним місцям посадок на Місяць зросла на початку XXI століття з оголошенням премії Google Lunar X Prize для приватних корпорацій, які спроможній створити місяцехід та досягнуть Місяця; бонус у 1 мільйон доларів був запропонований для будь-якого учасника, який відвідав Місяць. Одна команда, очолювана Astrobotic Technology, оголосила, що спробує посадити корабель на базі Tranquility. Команда німецьких науковців та інженерів, PTScientists планує досягти «зниження вартості космічних досліджень та спрощення доступу до Місяця», щоб повернутися в долину Таурус-Літтроу, місце посадки місії «Аполлон-17». PTScientists у партнерстві з For All Moonkind, Inc. гарантують, що учасники організованої їми місії дотримуватимуться принципів збереження спадщини та всіх відповідних інструкцій.

## Пропоновані місії
Ряд компаній космічного туризму, зокрема Space Adventures, Excalibur Almaz, Virgin Galactic та SpaceX, оголосили, що готуються до розвитку місячного туризму.
Компанія Space Adventures оголосила про заплановану місію під назвою DSE-Alpha, щоб доставити двох туристів на відстань до 100 кілометрів (54 морських миль) від поверхні Місяця за допомогою космічного корабля «Союз», який пілотує професійний космонавт. Подорож триватиме близько тижня.
У лютому 2017 року Ілон Маск оголосив, що компанія SpaceX отримала значні виплати від двох осіб за політ на Місяць із використанням траєкторії вільного повернення, і що це може статися вже наприкінці 2018 року. Маск сказав, що вартість місії можна «порівняти» з вартістю відправки астронавта на Міжнародну космічну станцію. Це близько 70 мільйонів доларів США в цінах 2017 року. У лютому 2018 року Ілон Маск оголосив, що ракета Falcon Heavy не використовуватиметься для пілотованих місій. У 2018 році пропозицію змінили, щоб замість неї використовувати систему космічного запуску багаторазового використання BFR. У вересні 2018 року під час прямої трансляції Ілон Маск оголосив особу пасажира цієї подорожі — Юсаку Маедзава. Юсаку Маедзава детально описав план свого польоту навколо Місяця, який отримав назву #dearMoon project (укр. Проєкт «Любий Місяць»), маючи намір взяти із собою в подорож 6—8 художників, щоб надихнути їх на створення нового мистецтва. Політ планується провести у 2023 році.